# Die Hard 2: Die Harder
Die Hard 2: Die Harder è un videogioco sparatutto pubblicato nel 1992 per i computer Amiga, Atari ST, Commodore 64 e MS-DOS dalla Grandslam, tratto dal film 58 minuti per morire - Die Harder (titolo originale Die Hard 2, a volte con lo slogan Die Harder sulle locandine). Il giocatore impersona John McClane e combatte contro terroristi in un aeroporto, controllando un mirino su inquadrature in prima persona fisse.

## Trama
L'aeroporto di Dulles viene sequestrato da forze speciali terroristiche, intenzionate a liberare un generale criminale. Ancora una volta il poliziotto John McClane si trova per caso da solo a fronteggiare la minaccia. Ci saranno scontri a fuoco in cinque ambientazioni:
- La zona dei nastri trasportatori dei bagagli;
- L'edificio passeggeri;
- La pista dell'aeroporto, dove è atterrato l'aereo con il generale;
- Un inseguimento in motoslitta;
- Sull'ala dell'aereo che sta per decollare con il generale.

## Modalità di gioco
Die Hard 2: Die Harder è costituito da cinque livelli basati su scene chiave del film 58 minuti per morire. Lo scopo è sempre muovere un mirino sulla scena in prima persona per sparare a tutti i malviventi che si presentano, prima che facciano fuoco a loro volta. Quando un nemico fa in tempo a sparare si riduce la barra dell'energia vitale del protagonista, il cui esaurimento causa la sconfitta.
I primi tre livelli non hanno sostanziali differenze, a parte i diversi scenari di sfondo, corrispondenti a vari luoghi dell'aeroporto. Ciascuno dei tre livelli è suddiviso in tre fasi consecutive, dove l'inquadratura statica si sposta su tre luoghi adiacenti. I nemici spuntano fuori da destra e sinistra o da porte sullo sfondo, e sparano o a volte lanciano granate che si possono fermare colpendole al volo.
Solo il quarto livello, che rappresenta una corsa in motoslitta sulla campagna innevata, ha uno sfondo in movimento che scorre in avanti, mentre i nemici spuntano con altre motoslitte.
Nell'ultimo livello c'è un'unica scena fissa in cui la visuale è da sopra l'ala di un aereo che rulla sulla pista, e i nemici escono dall'aereo stesso.
Il giocatore inizialmente è dotato di una pistola Beretta con munizioni illimitate e di una scorta di tre granate, che quando usate hanno l'effetto di eliminare tutti i nemici attualmente su schermo. A volte, quando si spara a un avversario, questo lascia cadere un power-up che si può raccogliere sparando all'oggetto. In tal modo si possono ottenere: medicinali che ripristinano l'energia, una granata aggiuntiva, giubbotto antiproiettile che conferisce invincibilità temporanea (assente in versione Commodore 64), o una nuova arma migliore della Beretta. Le altre armi possibili sono, in ordine di potenza, pistola Glock, M16, AK47, Uzi; è possibile anche che venga lasciata un'arma più debole di quella attualmente in uso e che sia meglio evitare di raccoglierla.
Tutte le armi bonus hanno munizioni limitate, mostrate a video come una scorta di caricatori e di relativi proiettili; terminate le munizioni si torna alla Beretta.
Sparando è possibile danneggiare alcune parti dello scenario, inoltre nei livelli in aeroporto la schermata può essere attraversata di tanto in tanto da persone innocenti. Danneggiare la proprietà e soprattutto colpire le persone comporta una perdita di punteggio.
Nel menù iniziale è disponibile una modalità di allenamento al poligono di tiro. In tal caso lo scenario è uno scorcio di città, con sagome di terroristi e di civili che appaiono alle finestre e in strada. Al termine della sessione di allenamento si visualizzano le statistiche sulla prestazione.

## Accoglienza
Die Hard 2: Die Harder, considerato appartenente al filone di Operation Wolf, ricevette recensioni variabili tra il negativo e l'abbastanza buono.
La versione Amiga, secondo The Games Machine (voto 3/5) era realizzata discretamente, ma consigliata solo agli appassionati del genere. Secondo Amiga Joker (36%) era decisamente scadente e ingiocabile se si usa l'opzione joystick. Giudizi moderatamente positivi vennero dalle riviste Datormagazin, Australian Commodore & Amiga Review, MegaZone.
Aktueller Software Markt ritenne mediocri le versioni Atari ST e MS-DOS; su quest'ultima sosteneva che ci fosse bisogno di un PC potente (per quei tempi) per poterla eseguire in modo fluido, ma anche avendolo restava di poco interesse.
ASM fu ancora più negativa nei confronti dell'edizione Commodore 64. La Zzap! italiana (79%) invece apprezzò questa versione, soprattutto dal lato grafico, sebbene consigliandola anch'essa agli appassionati del genere. La Zzap!64 britannica (59%) invece non fu entusiasta; secondo la rivista, sebbene il gioco fosse realizzato bene, mancava molto di originalità e ha una curva della difficoltà mal regolata, con i primi tre livelli troppo facili e il quarto troppo difficile.